# 김광회
김광회(金光會, 1966년 ~ )은 대한민국의 행정공무원이다.

## 경력
- 1996.02 제1회 지방고시 합격
- 1996.04 부산광역시 중구청 기획감사실 행정사무관
- 1998.09 부산광역시청 문화사업담당, 시민협력담당, 기획담당
- 2002.08 부산광역시청 자치행정과
- 2005.04 부산광역시청 기획관실
- 2007.07 부산광역시청 유시티정책팀장
- 2008.03 부산광역시청 관광전략사업추진단장
- 2008.03 부산광역시청 관광진흥과장
- 2009.01 행정안전부 제도총괄과, 행정안전부 경제조직과, 소방방재청 민방위과장, 행정안전부 국가대표포털기능개선추진단
- 2012.01 부산광역시청 경제정책과장
- 2014.01 부산광역시청 기획재정관
- 2015.01 부산광역시청 문화관광국장
- 2015.10 부산광역시 부산진구 부구청장
- 2017.07 부산광역시청 건강체육국장
- 2018.08 부산광역시청 도시균형재생국장
- 2021.01 부산광역시청 상수도사업본부장
- 2021.04 부산광역시청 행정자치국장
- 2021.07 부산광역시청 도시균형발전실장
- 2024.01~2024.06 제47대 부산광역시 경제부시장
- 2024.07~2025.06 초대 부산광역시 미래혁신부시장